# Panicum coloratum
Panicum coloratum är en gräsart som beskrevs av Carl von Linné. Panicum coloratum ingår i släktet vipphirser, och familjen gräs. Inga underarter finns listade i Catalogue of Life.